# تشارلز بيرش
تشارلز بيرش (بالإنجليزية: Charles Birch)‏ هو عالم وراثة وأحيائي أسترالي، ولد في 8 فبراير 1918 في ملبورن في أستراليا، وتوفي في 19 ديسمبر 2009 في سيدني في أستراليا.